# Stenopogon bakeri
Stenopogon bakeri là một loài ruồi trong họ Asilidae. Stenopogon bakeri được Wilcox miêu tả năm 1971. Loài này phân bố ở vùng Tân Bắc giới.